# Statuia lui Sándor Petőfi din Târgu Mureș
Statuia lui Sándor Petőfi (în maghiară Petőfi Sándor-szobor) este un monument realizat de sculptorul László Hunyadi, care a fost dezvelit în zona centrală a orașului Târgu Mureș la 16 decembrie 2000, cu ocazia milenarului maghiar și de a duce omagiu poetului romantic, erou al Revoluției și Războiului de Independență Maghiară din 1848–49.

## Istoric
Poetul național al poporului maghiar, Sándor Petőfi cunoaște o audiență dintre cele mai elocvente pe toate meridianele, transmițând în timp ardoarea unui temperament romantic cu o viziune fundamental umanistă. În ultimele luni ale vieții lui mai multe ori a fost prezent în orașul Târgu Mureș. În 30 iulie 1849 după micul dejun luat în casa familiei Görög, de aici a pornit spre Sighișoara unde în 31 iulie 1849 la Bătălia de la Albești a pierdut viața. 
Locuitorii urbei au marcat memoria poetului sub formă de placă comemorativă pe Casa Görög deja în 1884, dar primul monument de anvergură a fost amplasată pe actuala Piața Petőfi Sándor, în apropierea Casei Görög și Bisericii romano-catolice Sfântul Ioan Botezătorul (astăzi se află aici o trecere de pietoni). Monumentul avea formă de obelisc pe care era amplasată basorelieful artistului Ede Kallós din Budapesta. În anul 1919 monumentul a fost dărâmat și în anul 1923 a fost amplasată în locul lui un monument dedicat soldatului necunoscut.
În anul 2000, după ce a avut loc un concurs public la care 11 proiecte au fost trimise, statuia lui Sándor Petőfi a fost ridicat după planul câștigător al artistului László Hunyadi pe piața din intersecția străzilor Arany János și Călărașilor. La festivitate de dezvelire lângă cetățenii orașului au participat primarul Imre Fodor și prefectul Dorin Florea.